# Antimo VI di Costantinopoli
Ioannis Ioannidis Koutalianos, noto anche con lo pseudonimo di Antimo VI (in greco Άνθιμος ΣΤ΄; Kutali, 1782 – Kandilli, 7 dicembre 1878), è stato un arcivescovo ortodosso greco con cittadinanza ottomana, che ha ricoperto la carica di Patriarca ecumenico di Costantinopoli per tre mandati nel XIX secolo.

## Biografia
Antimo nacque sull'isola di Kutali (Ekinlik), nel Mar Egeo. Dapprima fu monaco nel Monastero di Esfigmenou sul Monte Atos ed espanse il monastero Katholikón, aggiungendo due cappelle, un Vestibolo e un balcone. Rimase lì fino al 1829, quando fu eletto metropolita di Serres. Nel 1833, rilevò la sede di Prusa, dove rimase fino a quando fu eletto metropolita di Efeso nel 1837. Alla fine fu eletto al trono patriarcale di Costantinopoli il 4 febbraio 1845, una settimana dopo la morte del patriarca Melezio III. Il 18 ottobre 1848, Antimo VI si dimise. Dopo la morte di Germano IV, nel 1853, Antimo VI fu rieletto e riprese il trono, ma si dimise nuovamente il 21 settembre 1855. Già abbastanza vecchio, Antimo VI fu rieletto il 5 settembre 1871 e, di nuovo, si dimise per l'ultima volta il 30 settembre 1873. 
Durante il suo primo patriarcato, fu pubblicata una regola per le scuole del Patriarcato, l'uso della tetrafonia nella musica ecclesiastica fu condannato da una enciclica, un ordine canonico contro l'ordinazione del clero sposato all'episcopato, e infine fu confermata la tesi di Constantino Oikonomou. Nel 1848, Antimo, insieme al Patriarca di Alessandria, al Patriarca di Antiochia e al Patriarca di Gerusalemme, firmò la cosiddetta "Enciclica dei Patriarchi", una lettera al mondo ortodosso che criticava le ambizioni papali di esercitare la sua autorità sull'intera Chiesa cattolica universale. La posizione papale fu promulgata nella lettera In Suprema Petri Apostoli Sede ("Sul trono supremo dell'apostolo Pietro") del 6 gennaio 1848 da papa Pio IX, che apriva la possibilità di una riunificazione della Chiesa ortodossa con Roma. 
Nel suo ultimo mandato, Antimo dovette affrontare un cambiamento politico nell'impero ottomano dopo che i sudditi del sultano bulgaro tentarono di separare i territori e le popolazioni bulgare dalla "nazione" cristiana all'interno dell'Impero sotto il controllo del patriarca ecumenico. Tra i motivi di conflitto c'erano le regole che impedivano l'uso dello slavo ecclesiastico nelle parrocchie bulgare. Nel 1879, il sultano emise un firmano ("decreto") che stabiliva che i bulgari sarebbero stati governati da un esarca bulgaro residente a Istanbul, circostanza che comportò una violazione della legge canonica per il Patriarcato stabilendo due distinte organizzazioni ecclesiastiche nello stesso territorio. Per far fronte alla situazione, Antimo convocò il Concilio di Costantinopoli del 1872, con la partecipazione dei patriarchi di Alessandria e Gerusalemme. Il sinodo condannò questo principio nazionale o etnico nell'organizzazione della Chiesa, una dottrina nota come filetismo, e tacciò l'esarcato bulgaro come scismatico, il che portò a una rottura con la Chiesa ortodossa serba e un raffreddamento delle relazioni con la Chiesa greco-ortodossa. Inoltre, il sinodo creò una commissione per risolvere il conflitto tra Greci e Armeni sulla questione della grotta di Betlemme. Infine, fu ripristinata la metropoli di Pogoniani, soppressa da Gioacchino II . 
Antimo VI morì a Kandilli, sul Bosforo, il 7 dicembre 1878.